# Komîșnea
Komîșnea (în ucraineană Комишня) este o așezare de tip urban din raionul Mirhorod, regiunea Poltava, Ucraina. În afara localității principale, mai cuprinde și satele Bulukî, Iijakî, Lisove, Savîțke, Stupkî, Șulhî și Zavodîșce.

## Demografie
Componența lingvistică a așezării de tip urban Komîșnea
     Ucraineană (97,16%)
     Rusă (2,62%)
     Alte limbi (0,11%)
Conform recensământului din 2001, majoritatea populației așezării de tip urban Komîșnea era vorbitoare de ucraineană (97,16%), existând în minoritate și vorbitori de rusă (2,62%).